# Файк, Арне
Арне Файк (нем. Arne Feick; 1 апреля 1988, Западный Берлин) — немецкий футболист, игрок клуба «Хайденхайм».

## Карьера

### Клубная
Файк начал играть в футбол в 1994 году в детской команде клуба «Мюленбек 47». В 2000 году он перешёл в клуб «Оберхафель» из Фельтена. С лета 2002 он занимался в юниорской школе «Энерги».
В сезоне 2005/06 Файк начал играть за вторую команду «Энерги», которая тогда играла в Оберлиге. В следующем сезоне она уже играла в Региональной лиге, но очередное повышение в классе (выход в новообразованную Третью лигу) команде так и не удалось. Летом 2006 после перехода Маркуса Дворрака в дрезденское «Динамо» Файк подписал свой первый профессиональный контракт с «Энерги».
Молодой защитник дебютировал в Бундеслиге 26 ноября 2006, выйдя на замену на 85 минуте в игре против «Байера». 2 декабря против «Ганновера» он вышел на поле в стартовом составе и был удалён на 90 минуте, получив вторую жёлтую карточку. В оставшихся играх сезона он только сидел на скамейке запасных, не выходя на поле. В сезоне 2007/08 он играл только за вторую команду.
После того как второй команде не удалось выйти в Третью лигу, Файк вместе с партнёрами Мартином Меннелем, Яном Хохшайдтом и Марком Хензелем перешёл в «Эрцгебирге» и подписал там двухлетний контракт. Там он смог стать игроком основы и был даже после своего первого сезона лучшим бомбардиром команды.
В начале сезона 2009/10 Файк перешёл в клуб Второй Бундеслиги «Арминию», где заключил контракт до лета 2012 года. После вылета «Арминии» по итогам сезона 2010/11 защитник перешёл в «Мюнхен 1860», подписав контракт на 3 года.

### В сборной
Файк играл за юношеские сборные Германии до 18, 19 и 20 лет. В 2007 году он участвовал на чемпионате Европы среди команд до 19 лет, где немцы проиграли в полуфинале.

## Личная жизнь
Жену Арне Файка зовут Кеннет, она родом из Штайнхагена. Сына зовут Адриано.